# Fronte Democratico Rivoluzionario per la Liberazione dell'Arabistan
Il Fronte Democratico Rivoluzionario per la Liberazione dell'Arabistan (in arabo الجبهة الديمقراطية الثورية لتحرير عربستان, al-Jabha al-dīmuqrāṭiyya al-thawriyya li-taḥrīr ‘Arabistān) era un gruppo militante iraniano fondato nel 1979 e favorevole all'indipendenza dall'Iran della regione del Khūzestān, abitata da una minoranza di origine araba. Il gruppo è famoso soprattutto per aver condotto l'assedio dell'ambasciata iraniana del 1980 a Londra, nel Regno Unito. Fu guidato da Oan Ali Mohammed, che fu ucciso durante l'assedio dalle truppe dello Special Air Service.